# Satan's Cradle
Satan's Cradle è un film del 1949 diretto da Ford Beebe.
È un western statunitense con Duncan Renaldo, Leo Carrillo, Ann Savage e Douglas Fowley. Fa parte della serie di film incentrati sul personaggio di Cisco Kid, eroe del West creato da O. Henry nel racconto The Caballero's Way del 1907.

## Produzione
Il film, diretto da Ford Beebe su una sceneggiatura di J. Benton Cheney, fu prodotto da Philip N. Krasne per la Inter American Films e girato a Pioneertown, California, da fine luglio 1949.

## Distribuzione
Il film fu distribuito negli Stati Uniti dal 7 ottobre 1949 al cinema dalla United Artists.
Altre distribuzioni:
- in Germania Ovest nel gennaio del 1956 (Cisco, der Banditenschreck)

## Promozione
Le tagline sono:
- THE CISCO KID is out for MURDER!
- THRILL AFTER THRILL !
- Ride With CISCO To New ADVENTURES!